# Satchi劉德華93演唱會
Satchi劉德華93演唱會是香港歌手劉德華自1985年出道以來首次在香港體育館（紅磡體育館）舉辦的個人演唱會，1993年1月23日至2月22日期間舉行，共演唱20場，一名觀眾在演唱會進行期間意外摔倒昏迷，送院搶救後不治，成為紅磡體育館啟用以來的首宗觀眾死亡事件，引起各界關注。

## 製作概念
《Satchi劉德華93演唱會》由一家意大利皮鞋公司冠名贊助，藝能制作有限公司和耀榮娛樂有限公司主辦，晚上8時在紅磡體育館舉行，1993年1月23日至2月1日為第1至第10場；1993年2月13日至2月22日第11至第20場，票價分別為港幣280元、180元及100元，演唱會以劉德華喜歡的元素為概念，包括鹹蛋超人、中山裝、南音神鵰大俠、跌膊露肩等，演唱歌曲包括劉德華歷年來主唱的歌曲作品及翻唱其他歌手的歌曲。此演唱會沒有發行影音產品，制作機構之一的電視廣播有限公司其後在翡翠台頻道播出演唱會片段，節目名稱為《Satchi劉德華真我的風采演唱會'93》。

## 意外事件
1993年2月13日，是《劉德華1993真我的風采演唱會》的第11場演唱會，當劉德華唱完第一首歌時，舞台上空飄落一批印有劉德華簽名的銀色氣球送給現場觀眾，以感謝他們對劉德華的支持。報導指當時場觀眾留爭相搶奪氣球，人群互相擠湧，場面混亂，其後17歲的男觀眾李家昌被發現昏迷在41後座位與舞台之間的空地上，懷疑被人推倒，失足滾下梯級，以致頭骨破裂，一直昏迷不醒，送院搶救後延至同年的2月21日晚上不治。

## 各界反應

### 主辦方及演出歌手
主辦單位在獲悉觀眾死亡事件發生後，如期舉行2月22日的尾場演唱會，警方派出6名警員監察現場觀眾的舉動，大會決定取消從場館上空發放發氣球的活動，並取消演唱會結束後的慶功宴。意外發生翌日，主辦機構負責人及劉德華親自送上兩個花籃及一個金屬氣球到醫院，但傷者家屬謝絕外間探訪，劉德華其後於2月17日再度前往醫院探望該名受傷的觀眾。對於這次事件的發生，劉德華感到遺憾，並表示願意承受外間一切的責任，而他在餘下場次的演出表現亦受到事件影響，曾經一度掉了手的麥克風，在接近觀眾時也戰戰兢兢，在派發紀念品時更對觀眾退避三舍，凡可能導致危險的環節，他寧可放棄。

### 政府及議員
當時的市政總署總經理吳杏冰曾就事件召開記者會，她認為此次意外屬個別事件，並解釋在審批活動申請時曾經作出研究，認為主辦單位派發的氣球重量輕、沒有銳角、也沒有任何紀念價值，而氣球在場館各處散落時的速度很慢，不會對觀眾構成危險，因此批准進行有關的活動，同時表示今後會更謹慎地考慮主辦單位的各種活動申請及更為關注場地的安全措施；當時的油尖區議會主席葉華表示此次意外非常罕見，並聯同其他區議員到事發地點視察，他在視察後初步認為場館的梯級兩旁可以加設牆腳燈，保持足夠的光線，並表示會於同年的3月在區議會的例行會議討論意外原因，然後向當局提出改善建議；警方表示意外發生於場館內，不屬於警方負責範圍，因此拒絕評論事件。

### 其他歌手
黎明認為事件屬意外，他表示經過這次事件後，觀眾應該會有所警惕，會懂得自我保護，留自己在安全的地方。郭富城認為事件不能歸咎於其中一方，主辦單位送禮物給觀眾純粹為大家開心及營造氣氛，而觀眾也要有自律性，意外情況便會減低。關淑怡表示曾看過劉德華的第一部份演唱，覺得現場觀眾不時推撞，而場館內樓梯級多，容易發生意外，她認為站在歌手立場要不時提醒觀眾注意安全，但最緊要還是觀眾自己要自律。張學友認為事件純粹是意外，與送禮物的安排無關，林憶蓮則認為從歌手角度來看，當然希望觀眾投入自己的演唱會，但觀眾一定要理智和小心，同時也要顧及他人，且認為送禮物的安排要慎重考慮。

## 影響
香港體育館因應事件而檢討人群管制措施及批准舉辦音樂會的準則，同時立下相關的條例，將場館分為握手區和觀賞區域，禁止台上的表演者走到觀眾席中，而觀眾也不得走到台前，並在台下設置欄杆，表演者可以透過走天橋的形式與觀眾握手，防止混亂情況發生。自從意外發生後，在香港體育館舉行演唱會的歌手於每天演出前，都會向41段觀眾席拜一拜，而有關的座位不會公開售票。